# Morti nel 394
| Questa pagina contiene informazioni ricavate automaticamente dalle voci biografiche con l'ausilio del template Bio e di un bot. L'aggiornamento è periodico e automatico e ricostruisce completamente la pagina. Se manca una persona in questa lista, sei pregato di non aggiungerla, ma accertati piuttosto che la sua voce biografica contenga il template Bio e che i dati anagrafici siano correttamente compilati. Se il template Bio manca, inseriscilo tu stesso o, in alternativa, metti l'avviso {{tmp\|Bio}} che ne segnala la mancanza. Se i dati riportati sono sbagliati, correggi direttamente la voce biografica; le modifiche saranno visibili in questa lista entro pochi giorni. Per chiarimenti vedi il progetto biografie. La lista contiene solo le 8 persone che sono citate nell'enciclopedia e per le quali è stato implementato correttamente il template Bio. Pagina aggiornata al 27 gen 2025. |

- 30 aprile - Donato di Eurea, vescovo e santo greco antico
- 6 settembre - Flavio Eugenio, generale romano
- 6 settembre - Virio Nicomaco Flaviano, grammatico, storico e funzionario romano
- Arbogaste, militare franco
- Bacurio l'Iberico, generale e filosofo romano
- Galla, imperatrice romana (n. 374)
- Libanio, retore siro (n. 314)
- Vincenzo di Digne, vescovo e santo francese